# Erik Truffaz
Érik Truffaz (* 3. dubna 1960, Chêne-Bougeries, Švýcarsko) je francouzský jazzový trumpetista. Jeho hudba je inspirovaná hip-hopem, rock'n'rollem a acid jazzem. Vystupuje s kvartetem, který tvoří Pat Muller (elektrické piano), Marcello Giuliani (kontrabas) a Mark Erbetta (bicí). Truffaz prorazil až svým druhým albem The Dawn, které vyšlo u labelu Blue Note. Ke kvartetu se tu připojil i raper Nya, který se tak vlastně stal pátým členem skupiny. Další úspěšné album, které ve Francii získalo stříbrnou desku, se jmenuje Bending New Corners. Poslední album Arkhangelsk tvoří písně, které jsou ovlivněny francouzským popem a jazzovými groovy.

## Diskografie
- Nina Valéria (1994)
- Out Of A Dream (1997)
- The Dawn (1998)
- Bending New Corners (1999)
- The Mask (2000)
- Mantis (2001)
- Revisité (2001)
- Magrouni (2002)
- The Walk Of The Giant Turtle (2003)
- Saloua (2005)
- Face-à-Face (2CD Live + DVD) (2006)
- Arkhangelsk (2007)
- Rendez-Vous (2008)
- In between (2010)
- El tiempo de la revolucion (2012)